# Evaristo

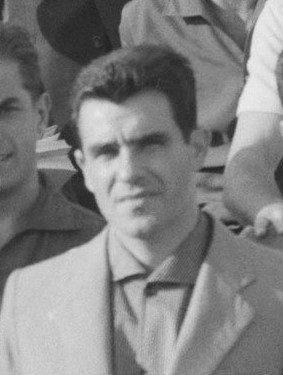
Evaristo

Evaristo de Macedo Filho (Rio de Janeiro, 26 juni 1933) is een Braziliaans voetbaltrainer/coach en voormalig voetballer. Als voetballer stond hij bekend onder zijn voornaam Evaristo.
Evaristo speelde van 1957-1962 bij FC Barcelona. Hij kwam in 219 duels in actie en de Carioca maakte daarin 173 doelpunten. Evaristo werd op 22 juni 1933 geboren in Rio de Janeiro en hij begon zijn carrière als profvoetballer bij Madureira. Na de Olympische Spelen van 1952 in Helsinki tekende hij bij de Braziliaanse profclub Flamengo. Door zijn prestaties bij deze club werd Evaristo opgeroepen voor de Seleção en tijdens de Copa América van 1957 in Peru scoorde de aanvaller vijf goals in het met 9-0 gewonnen duel met Colombia.
Na een Europese tournee die volgde, was het Barcelona die Evaristo contracteerde. De Braziliaan maakte bij Barça deel uit van een droomvoorhoede met Zoltán Czibor, Luis Suárez, Ladislao Kubala en Sándor Kocsis, waarbij Evaristo met zijn dribbels vanaf de flanken veel verdedigingen openreet. Met Barcelona won hij vele prijzen, waaronder twee landstitels en twee Europacups III. In 1962 maakte Evaristo na een heftig conflict de verboden stap naar Real Madrid. In de drie seizoenen bij Los Merengues kwam hij echter nauwelijks aan spelen toe en in 1965 keerde Evaristo daarom terug naar Flamengo. Twee jaar later stopte hij als profvoetballer en werd coach bij verschillende Braziliaanse teams, waaronder Vitória en Bahia.